# Kylie Koenig
Kylie Koenig (ur. 10 października 1975) – australijska judoczka.
Uczestniczka mistrzostw świata w 2009, 2010 i 2011. Startowała w Pucharze Świata w latach 1999 i 2009-2012. Zdobyła siedem medali mistrzostw Oceanii w latach 1996 - 2012. Wygrała mistrzostwa Wspólnoty Narodów w 2010. Mistrzyni Australii w 2007 i 2009 roku.